# Juegos de la Mancomunidad de 1970
Los IX Juegos de la Mancomunidad se celebraron en Edimburgo (Escocia, Reino Unido), del 16 al 25 de julio de 1970, bajo la denominación Edimburgo 1970.

Participaron un total de 1750 deportistas representantes de 42 países miembros de la Mancomunidad de Naciones. El total de competiciones fue de 121 repartidas en 10 deportes.

## Medallero
| Núm. | País                         | Oro | Plata | Bronce | Total |
| ---- | ---------------------------- | --- | ----- | ------ | ----- |
| 1    | Australia                    | 36  | 24    | 22     | 82    |
| 2    | Inglaterra                   | 27  | 25    | 32     | 84    |
| 3    | Canadá                       | 18  | 24    | 24     | 66    |
| 4    | Escocia                      | 6   | 8     | 11     | 25    |
| 5    | Kenia                        | 5   | 3     | 6      | 14    |
| 6    | India                        | 5   | 3     | 4      | 12    |
| 7    | Pakistán                     | 4   | 3     | 2      | 9     |
| 8    | Jamaica                      | 4   | 2     | 1      | 7     |
| 9    | Uganda                       | 3   | 3     | 1      | 7     |
| 10   | Irlanda del Norte            | 3   | 1     | 5      | 9     |
| 11   | Nueva Zelanda                | 2   | 6     | 6      | 14    |
| 12   | Gales                        | 2   | 6     | 4      | 12    |
| 13   | Ghana                        | 2   | 3     | 2      | 7     |
| 14   | Nigeria                      | 2   | 0     | 0      | 2     |
| 15   | Malasia                      | 1   | 1     | 1      | 3     |
| 16   | Hong Kong                    | 1   | 0     | 0      | 1     |
| 17   | Trinidad y Tobago            | 0   | 4     | 3      | 7     |
| 18   | Zambia                       | 0   | 2     | 2      | 4     |
| 19   | Singapur                     | 0   | 1     | 1      | 2     |
| 20   | Barbados                     | 0   | 1     | 0      | 1     |
| 20   | Tanzania                     | 0   | 1     | 0      | 1     |
| 22   | Fiyi                         | 0   | 0     | 1      | 1     |
| 22   | Guyana                       | 0   | 0     | 1      | 1     |
| 22   | Isla de Man                  | 0   | 0     | 1      | 1     |
| 22   | Malaui                       | 0   | 0     | 1      | 1     |
| 22   | San Vicente y las Granadinas | 0   | 0     | 1      | 1     |
| 22   | Gambia                       | 0   | 0     | 1      | 1     |
|      | TOTAL                        | 121 | 121   | 133    | 375   |

| Predecesor: Kingston 1966 | IX Juegos de la Mancomunidad 1970 | Sucesor: Christchurch 1974 |